# Bocageopsis pleiosperma
Bocageopsis pleiosperma är en kirimojaväxtart som beskrevs av Paulus Johannes Maria Maas. Bocageopsis pleiosperma ingår i släktet Bocageopsis och familjen kirimojaväxter. Inga underarter finns listade i Catalogue of Life.